# 大田原光清
大田原 光清（おおたわら みつきよ）は、下野大田原藩の第10代藩主。
安永5年（1776年）5月1日、第9代藩主・大田原庸清の長男として生まれる。幼少の頃から和歌を好むなど、文才があったといわれる。享和2年（1802年）、父の死去により家督を継いだ。
文化9年（1812年）11月22日、弟で養子の愛清に家督を譲って隠居する。文政4年（1821年）1月25日、江戸藩邸で死去した。享年46。

## 系譜
父母
- 大田原庸清（父）
- 松平長孝の娘（母）

婚約者
- 岡部長備の娘

正室
- 窈 ー 浅野長員の娘

養子
- 大田原愛清 ー 実弟